# Шуба, Николай Михайлович
Николай Михайлович Шуба (род. 19 ноября 1960 года, село Корчино, Мамонтовский район, Алтайский край) — российский государственный деятель. Народный депутат РСФСР (1990—1993), действительный государственный советник Российской Федерации 3-го класса, полковник.

## Биография
Родился в Алтайском крае в 1960 году. В 1979―1981 годах служил в Советской армии в Афганистане. В 1987 году окончил автотранспортный факультет Алтайского политехнического института по специальности «инженер-механик». В 1995 году окончил Академию Государственной службы при Президенте РФ по специальности «менеджер-экономист», а в 2010 году ― Санкт-Петербургский институт внешнеэкономических связей, экономики и права.
С 1989 года является председателем Алтайского краевого отделения Союза ветеранов Афганистана.
В 1990 году был избран народным депутатом РСФСР. Входил в состав фракций «Смена» (1990―1992), «Согласие ради прогресса» и «Коалицию реформ». В сентябре 1993 решением Х съезда народных депутатов РФ был лишён депутатских полномочий. Являлся членом комитета Верховного Совета РСФСР по делам инвалидов, ветеранов войны и труда, социальной защиты военнослужащих и членов их семей.
С 1991 года ― представитель президента Российской Федерации в Алтайском крае, кандидатура была поддержана движением «Демократическая Россия».
В 1992 году вступил в Народно-патриотическую партию.
В 1993–1997 годах ― полномочный представитель Президента РФ в Алтайском крае, ушёл в отставку по собственной инициативе. В 1997―1999 годах ― заместитель начальника Управления по координации деятельности полномочных представителей президента России в регионах РФ. В 1999―2000 годах ― снова полномочный представитель Президента РФ в Алтайском крае. В 2000 году возглавил в Алтайском крае предвыборный штаб кандидата на пост президента России Владимира Путина.
В 2000―2002 годах ― главный федеральный инспектор по Алтайскому краю Администрации полномочного представителя Президента России в Сибирском федеральном округе.
В 2002―2008 года ― главный федеральный инспектор в Московской области аппарата полномочного представителя Президента РФ в Центральном федеральном округе.
С 2021 года ― глава комитета по делам воинов-интернационалистов в Совете СНГ.
Первый заместитель Всероссийской общественной организации ветеранов «Боевое Братство».

## Личная жизнь
Супруга ― Шуба Юлия. Есть двое детей.

## Признание
Награждён медалью «Защитнику свободной России» (1993), медалью ордена «За заслуги перед Отечеством» II-й степени (2019), наградами министерств и ведомств России и Афганистана.